# 奧賴恩鎮區 (密歇根州)
奧賴恩鎮區（英語：Orion Township）是位於美國密歇根州奧克蘭縣的一個特設鎮區。

## 地方資料
奧賴恩鎮區的面積為93.10平方千米，當中陸地面積為86.40平方千米，而水域面積為6.67平方千米。根據2020年美國人口普查的數據，當地共有人口38206人，而人口密度為每平方千米410.38人。